# Монти (Казерта)
Монти је насеље у Италији у округу Казерта, региону Кампанија.
Према процени из 2011. у насељу је живело 4 становника. Насеље се налази на надморској висини од 41 м.